# E-Prix di Londra
L'E-Prix di Londra è un evento automobilistico con cadenza annuale destinato alle vetture a trazione interamente elettrica del campionato di Formula E tenuto a Londra nella zona di Battersea Park. Si sono svolte due edizioni, entrambe con lo svolgimento di una doppia gara a conclusione della stagione. La prima edizione si è svolta tra il 27 e il 28 giugno 2015, ed ha visto la conquista del primo titolo della categoria da parte di Nelson Piquet Jr.. La seconda edizione ha portato invece al titolo Sébastien Buemi, campione grazie al punto del giro veloce in gara.
Nonostante gli organizzatori avessero firmato per correre cinque edizioni dell'E-Prix, lo stesso è stato cancellato a causa di pesanti critiche da parte della popolazione del quartiere per la chiusura delle strade e il possibile danneggiamento dell'area verde.
Nel 2021 l'evento torna in calendario in un tracciato parzialmente indoor nel complesso dell'ExCeL Exhibition Centre.

## Circuito
L'evento si è disputato dapprima sul Circuito cittadino di Battersea Park, circuito allestito nell'omonimo parco di Londra. Il tracciato, lungo poco meno di 3 km e con un totale di 15 curve, si snodava attorno al parco, ma ha subito critiche dai piloti per la ridotta larghezza e per un rilevante dosso alla prima curva, poi riasfaltata.
Nel 2021 la categoria è tornata a Londra, questa volta sul Circuito del ExCeL Exhibition Center. Il tracciato viene ricavato parzialmente all'interno dello stesso centro, divenendo il primo circuito indoor della storia della Formula E.

## Albo d'oro
| Edizione | Gara | Tracciato                            | Vincitore                      | Secondo                         | Terzo                             | Pole position                        | Giro veloce                    |
| -------- | ---- | ------------------------------------ | ------------------------------ | ------------------------------- | --------------------------------- | ------------------------------------ | ------------------------------ |
| 2015     | G1   | Circuito cittadino di Battersea Park | Sébastien Buemi Renault-e.dams | Jérôme d'Ambrosio Dragon Racing | Jean-Éric Vergne Team Andretti    | Sébastien Buemi Renault-e.dams       | Lucas Di Grassi Audi Sport ABT |
| 2015     | G2   | Circuito cittadino di Battersea Park | Sam Bird DS Virgin Racing      | Jérôme d'Ambrosio Dragon Racing | Loïc Duval Dragon Racing          | Stéphane Sarrazin Venturi Grand Prix | Sam Bird DS Virgin Racing      |
| 2016     | G1   | Circuito cittadino di Battersea Park | Nicolas Prost Renault-e.dams   | Bruno Senna Mahindra Racing     | Jean-Éric Vergne DS Virgin Racing | Nicolas Prost Renault-e.dams         | Nelson Piquet Jr. NEXTEV TCR   |
| 2016     | G2   | Circuito cittadino di Battersea Park | Nicolas Prost Renault-e.dams   | Daniel Abt Audi Sport ABT       | Jérôme d'Ambrosio Dragon Racing   | Sébastien Buemi Renault-e.dams       | Sébastien Buemi Renault-e.dams |
| 2021     | G1   | Circuito del centro espositivo ExCeL | Jake Dennis Andretti-BMW       | Nyck de Vries Mercedes-EQ       | Alex Lynn Mahindra Racing         | Alex Lynn Mahindra Racing            | René Rast Audi                 |
| 2021     | G2   | Circuito del centro espositivo ExCeL | Alex Lynn Mahindra Racing      | Nyck de Vries Mercedes-EQ       | Mitch Evans Jaguar Racing         | Stoffel Vandoorne Mercedes           | Robin Frijns Virgin-Audi       |
| 2022     | G1   | Circuito del centro espositivo ExCeL | Jake Dennis Andretti           | Stoffel Vandoorne Mercedes-EQ   | Nick Cassidy Envision Racing      | Jake Dennis Andretti                 | Jake Dennis Andretti           |
| 2022     | G2   | Circuito del centro espositivo ExCeL | Lucas Di Grassi Venturi        | Jake Dennis Andretti            | Nyck de Vries Mercedes-EQ         | Jake Dennis Andretti                 | Nick Cassidy Envision Racing   |
| 2023     | G1   | Circuito del centro espositivo ExCeL | Mitch Evans Jaguar Racing      | Jake Dennis Andretti            | Sébastien Buemi Envision Racing   | Mitch Evans Jaguar Racing            | André Lotterer Andretti        |
| 2023     | G2   | Circuito del centro espositivo ExCeL | Nick Cassidy Envision Racing   | Mitch Evans Jaguar Racing       | Jake Dennis Andretti              | Nick Cassidy Envision Racing         | Jake Dennis Andretti           |
| 2024     | G1   | Circuito del centro espositivo ExCeL | Pascal Wehrlein Porsche        | Mitch Evans Jaguar Racing       | Sébastien Buemi Envision Racing   | Mitch Evans Jaguar Racing            | Mitch Evans Jaguar Racing      |
| 2024     | G2   | Circuito del centro espositivo ExCeL | Oliver Rowland Nissan          | Pascal Wehrlein Porsche         | Mitch Evans Jaguar Racing         | Nick Cassidy Jaguar Racing           | Jake Hughes McLaren            |